# BALDRHEAD
『BALDRHEAD〜武装金融外伝〜』（バルドヘッド ぶそうきんゆうがいでん）は、1999年7月2日に戯画のTEAM BALDRHEADが制作・発売した18禁見下型2Dロボットアクションゲーム。
のちのバルドシリーズ第一作目であり、ノベルADVが氾濫する中、本作はアクションを含むゲームとして製作された。

## ストーリー
EPISODE-0
超高度文明が崩壊し、衰退の一途を辿る近未来。主人公のバルディ・カークランドは武装金融業者で、滞納者には汎用ロボットGIGASを操っての強制取り立ても辞さないがそのくせ人情味のある男。ある日、ビル・ルイスという人物への取立てのために地下シェルターに侵入し、ビルの娘メイを見つける。バルディはメイを保護し、大企業ジャハナム・インダストリィの本社があるビフロストという地域へ向かう。その道中、バルディはリタ・デルーシアという経営する整備工場を見つけ、自分のキャリアトラックを工場に預けたら仕事に支障が出るという理由で強引に居候したうえ、工場の空き部屋を事務所として使うことになった。その日、メイを狙った集団が開業祝い中のバルディらを襲撃するが、バルディの返り討ちに遭う。バルディが生き残りを尋問しようとしたところで、赤いGIGASが現れてその人を殺してしまう。赤いGIGASを操縦していた女性はバルディへの復讐を誓い、その場を去る。
EPISODE-1 DANGER LADY
金融ギルドのヘレン・メッツアーを通じて、バルディはぼったくりバーのイレーナ・スコルピオを斡旋され、早速融資を決める。ところが、イレーナとその娘のマリィは借金踏み倒しの常習犯であることが判明し、その過程で彼女たちの正体が山賊だと知ったバルディは親子を倒すも、最終的には逃げられてしまう。
EPISODE-2 WILLFUL LADY
金持ちの娘ジェシカ・ガードナーは、過保護な親から逃げるため、バルディに資金の融資を依頼する。ところが、彼女はホストのDJボマーを通じてマフィアに誘拐されてしまい、バルディが救出に乗り出す。
EPISODE-3 INNOCENT LADY
GIGAS乗りミシェル・ヘイワーズは田舎から失踪した兄を追っているものの、極度の方向音痴ゆえにビフロストに迷い込んでしまう。道案内を頼まれたバルディは彼女を抱いてしまい、メイドのニィナらから顰蹙を買う。機嫌が直るのを待つ間、彼はミシェルとともに彼女の兄を探すうちに遺跡に来てしまう。
EPISODE-4 WORKING LADY
リタの整備工場の経営状況が悪化する中、彼女はバルディに融資を依頼する。その矢先、リタはランドシップの緊急修理依頼を引き受けるべく荒野に向かい、バルディも追いかける。
INTERMISSION PURE LADY
メイはバルディを探す中で、彼が知り合った女たちと出会う。
EPISODE-X MISTY LADY
バルディは仕事を探す中で、ジャハナム家十五代総帥エレミー・ジャハナムと出会い肉体関係を結ぶ。
EPISODE-5 DECEIVE LADY
ヘレンから「ビルはジャハナム社と敵対する企業にいる」という情報が寄せられ、メイの身柄を引き渡すこととなった。ところが、ビルはジャハナム社に拘束されていた上、ヘレンの正体がジャハナム社のコマンド部隊隊長ラミカ・ストンコールドであり、あの赤いGIGAS乗りの女だったことが判明する。コマンド部隊との激闘の末バルディは昏睡状態に陥り、メイは攫われてしまう。
EPISODE-6 OBEDIENT LADY
意識を取り戻したバルディはジャハナム本社に殴り込もうとするも、ニィナにいさめられ、つらく当たってしまう。翌日、ニィナはGIGASを持ち出してジャハナム本社に行くも、ジャハナム社の防衛部隊に追われてしまい、バルディに助けられる。
LAST EPISODE BLOODY GUY
トゥルールート
リタの協力の元、バルディはジャハナム本社へ侵入し、ヘレンを救出し、メイも見つけるが今度は自身が囚われの身となる。エレミーの口からメイの正体がロスト・テクノロジーの最大の遺産である「バルドル」の復活に必要な人型端末バルドヘッドであり、今の彼女はその端末の疑似人格であることが語られる。ヘレンはスコルピオ親子ら女性陣を本社に招き入れて倒そうとするが、エレミーに捨てられる。そこへ、救出されたビルはジャハナムとの最終決戦に臨むバルディに助言を与える。これにより、メイは救出された。
ノーマルルート
バルディは単身でジャハナム本社に殴り込みをかけるがバルドルが復活してしまう。バルディは何とか生き延びるもどこかへと姿を消す。

## 登場人物
バルディ・カークランド
本作の主人公である武装金融業者。金と女と危険をこよなく愛し、関西弁を話す。父は正直者カークランドと言われる温厚な金融業者だったらしいが、バルディいわく性格は似ていないらしい。
汎用ロボットGIGASの操縦を得意としており、一時期は傭兵として世界を回っていた。父と同じ金融業に生業を変えた際も、手段を選ばない非道な取り立てで界隈を騒がせていた。その後、金融業に嫌気がさして、女たらしでしがないが情と義理に重んじる生活をする様になる。
ニィナ・クーガー
借金のカタにバルディのメイドとなった女性。あまり有能ではないがバルディとの関係はそこそこ良好。
メイ・ルイス
ビル・ルイスの娘。
ビル・ルイス
メイの父親。
リタ・デルーシア
バルディ一行が立ち寄った町のメカニックで、バルディらが強引に居候先として利用する。小さな工場を自分の腕で切り盛りしているが、最近は経営難に陥っている。
従業員であるアリ、イーマ、オシマは父の代からリタの整備工場で働いており、彼女の両親が亡くなってからは彼女の保護者として面倒を見ている。
ヘレン・メッツアー
金融ギルドの主任を務める女性。仕事不足に嘆くバルディに仕事を仲介するが、バルディの前科を知る顧客から忌み嫌われているため、彼女が彼の名前を優先的に出しても引き受ける顧客が少ない。実は金融ギルドの主任という肩書は仮のものであり、エレミーに忠誠を誓うジャハナム社の幹部「ラミカ・ストンコールド」として暗躍している。さらに本名は「ヘレン・カークランド」で、バルディの実の姉にあたる。
イレーナ・スコルピオ
山賊団の頭領で、アン、スウ、ミリィという3人の部下がいる。後にビフロストの西側でぼったくりバーを開いて、娘のマリィと共に生計を立てる。彼女曰く、バルディは死んだ自分の夫と面影と性分が似ているとのこと。
マリィ・スコルピオ
イレーナの娘。仲睦ましい様に見えるが、バルディと親子間のつまらないプライドを巡ってか、変な喧嘩が度々生じることもある。
ジェシカ・ガードナー
高級住宅街に聳えるガードナー家の長女。不自由のない生活を送りながらも、刺激がない日常に飽きていた。また、父とは仲が悪く、思想の違いで喧嘩も絶えなかった。バルディと出会った後は、数奇な運命に魅かれていく。
ミシェル・ヘイワーズ
田舎から失踪した兄を追って、ビフロストに迷い込んだGIGAS乗りの女の子。兄の気配を感じてしばらくビフロストに滞在する。明るく活発な性格だが、東西南北の区別ができない極度の方向音痴で、自身も頭の悪さを自覚している。
リズ・マクマホン
ヘレン主任の部下。元々彼女は職場で窓際族だったが、人事異動でビフロストの金融ギルドに転属された。
ミセス・レイヴェン
未亡人の熟女で、修道女の様な格好をしている。バルディが死んだ夫と似ていることで彼に惚れる。
サチコ・オースティン
ビフロストの酒場でアルバイトする女性。重病で入院している父が原因で母が蒸発。その後、彼女一人で父の面倒を看るも治療費で借金が嵩み、明るい兆しも見えない生活に悲観して、自身の悲しい生い立ちを他人に口外する奇癖を持つようになる。
ジョディ・マードック
中央病院に勤務している看護婦。患者のことをお客さんと呼ぶ癖がある。
エレミー・ジャハナム
ジャハナム家十五代総帥。

## ゲーム形式
章はADV（アドベンチャー）パートと汎用ロボットGIGASに搭乗して戦闘を繰り広げる ACT（アクション）パートの2つに分かれる。 

### ADVパート
文章をクリックで追いながらストーリーを進行する方式（文章パート）に加え、街中や野外をMAP上のシンボルを移動しながら進めていく。
なお、セーブや兵器のカスタマイズ、購入などはMAP上のみで行う。

### ACTパート
開始時の「ACTION START!」のアナウンスでダンジョン内を検索する。
武器の換装/改造システムや独特のヒートゲージシステムが特徴。複雑なコマンド入力は無く、方向キーとダッシュキー、武装を割り当てる3種の攻撃キーのみで容易にコンボを繋ぐことができる。
ダンジョン内で手に入る紙切れには操作テクニックやコツ、各兵器詳細、ゲーム進行や隠し要素のヒントなども書かれている。またコンテナからは武器の購入・改造資金に利用できるロスト・テクノロジーで生産された「レアメタル」が手に入る。なお戦闘が発生するポイントでは敵を全滅させるまでメニューを開いたり、その周辺から移動することができない。

## TEAM BALDRHEAD
バルドチームが開発・発売した以下全てのシリーズで、本作のACTパートの基本的システムが引き継がれながら進化発展している。
他EDには都度新しくゲームを始める必要があり、武器の状況・フラグなども引き継げず、全兵器の入手と改造の両立は事実上不可能だったが、第２作以降では「引き継ぎ要素」が常備されるようになった。
本チームは後に、バルドシリーズとはまったく別の『DUEL SAVIOR』、『マテリアルブレイブ』などを製作。こちらも好評でシリーズ化し、戯画を代表するブランドとなっている。
シリーズタイトル
- 装甲姫バルフィス（第2作）
- BALDR BULLET（第3作）
- BALDR FORCE（BALDR FORCE EXE）（第4作）
- BALDR BULLET "REVELLION"（3作目のリメイク作）[1]
- Xross Scramble 〜TEAM BALDRHEAD Perfect Collection〜（外伝集）
- BALDR SKY "Lost Memory" Dive1（5作目、第一部）
- BALDR SKY "RECORDARE" Dive2（5作目、第二部）
- BALDR SKY DiveX "DREAM WORLD"（5作目のファンディスク）
- BALDR SKY ZERO（6作目）[2]
- BALDR SKY ZERO 2（7作目）[3]
- BALDR HEART（BALDR HEART EXE）（8作目）
- BALDR BRINGER（BALDR BRINGER EXTEND CODE）（9作目、シリーズ最終章）
- SKY & HEART LAST SURVIVAL

シリーズの世界観
シリーズのストーリー上の世界設定には「黒幕が女性」「人工の神」といった共通設定・概念が多い。
時系列は『装甲姫バルフィス』が本作の2年前、『BALDR BULLET』がさらに200年ほど前。
ただし『BALDR FORCE』や『BALDR SKY』はこれらとは異なる世界観である。『BALDR HEART』は『BALDR FORCE』『BALDR SKY』と同一世界と示唆されるが、続く『BALDR BRINGER』でそれぞれ異なる並行世界として描かれる。

## 関連商品
- バルドヘッド〜武装金融外伝〜 コンプリートガイドブック
  - 1999年8月発行、勁文社刊、ISBN 4-7669-3291-9